# Pakhu
Pakhu (nep. पाखा) – gaun wikas samiti w zachodniej części Nepalu w strefie Karnali w dystrykcie Kalikot. Według nepalskiego spisu powszechnego z 2011 roku liczył on 691 gospodarstw domowych i 4249 mieszkańców (2110 kobiet i 2139 mężczyzn).